# شکسپیر والا
شکسپیر والا (به هندی: Shakespeare Wallah) فیلمی محصول سال ۱۹۶۵ و به کارگردانی جیمز آیووری است. در این فیلم بازیگرانی همچون شاشی کاپور، فلیسیتی کندال، مدهور جعفری، جفری کندال، پارتاب شارما ایفای نقش کرده‌اند.